# Friedrich Morin
Friedrich Morin war ein im 19. Jahrhundert aktiver Schriftsteller.

## Leben
Morin arbeitete als Lehrer und schrieb Reisehandbücher für deutsche Städte, aber auch beispielsweise den Süden Frankreichs. Die siebte Auflage (1866) seiner Buchreihe Neuester Wegweiser durch München und seine Umgebung erschien von Heinrich Lindemann und wurde ab der 8. Auflage – ab der 10. Auflage als Führer durch München und seine Umgebung – von Theodor Trautwein fortgesetzt. Das Neueste Taschenbuch für Fremde und Einheimische setzte Emil Auer ab der sechsten Auflage (1868) fort.
Friedrich Morin erhielt in München, wo er „einige Jahre“ lebte, eine nicht näher bezeichnete Ordens- oder Titelauszeichnung für seine Spende an die Bayerische Akademie der Wissenschaften.

## Werke
- Wegweiser durch Hamburg und seine Umgebungen – Ganz Hamburg für 20 Schilling, zwei Auflagen, vor und nach 1842.[10][11]
- Wegweiser durch Berlin und Potsdam – Ganz Berlin für 15 Silbergroschen, 15. Auflage, 1854.[10][11]
- Neuester Wegweiser durch München und seine Umgebung, sechs Auflagen, München 1854–1862. (2. Auflage, 3. Auflage, 4. Auflage, 5. Auflage, 6. Auflage)
- Neuester und zuverlässiger Wegweiser für Deutsche:
  - Paris und seine Umgebungen, München 1855
- Neuester Führer durch Berlin, Potsdam und Umgebungen:
  - Berlin und Potsdam im Jahre 1860
  - Berlin und Potsdam im Jahre 1864
- Neuestes Taschenbuch für Fremde und Einheimische:
  - München im Jahre 1861 (dritter Band)
  - München im Jahre 1862 (vierter Band)
  - München im Jahre 1865 (fünfter Band)
- Süd-Frankreich: Handbuch für Reisende. Nach eigener Erfahrung und den besten Quellen bearb. von Friedrich Morin. Mit 1 Kt. von Frankreich, 1865 (Grieben Reiseführer, Ausgabe 63)
- Die vorzüglichsten Bäder und Heilquellen Deutschlands und der Nachbarstaaten, deren ärztliche Hülfen, Einrichtungen, Sehenswürdigkeiten, Vergnügungen und Umgebungen, 1867.